# Sara Stewart
Sara Stewart (* 28. Juni 1966 in Edinburgh als Sara Scott Griffith) ist eine britische Schauspielerin.

## Leben und Karriere
Sara Stewart wurde im schottischen Edinburgh als Tochter US-amerikanischer Eltern geboren und verbrachte ihre Kindheit auch teils in den USA. Später zog sie nach London und studierte an der Central School of Speech and Drama.
Ihre Karriere als Schauspielerin startete Stewart zunächst mit zahlreichen Fernsehserien wie unter anderem Hautnah – Die Methode Hill, Monarch of the Glen, Inspector Barnaby und New Tricks – Die Krimispezialisten. Ihre bekanntesten Rollen hatte sie als Stella in der Serie Sugar Rush und als Gaynor in Ashes to Ashes – Zurück in die 80er. Als Filmdarstellerin war sie in Filmen wie The Road to Guantanamo, A Cock and Bull Story, Batman Begins und Ihre Majestät Mrs. Brown zu sehen. Auch spielte sie häufig in Theaterstücken mit und trat ab 2007 in den Londoner Theatern Royal National Theatre und Royal Court Theatre auf der Bühne auf.
Stewart ist mit Schauspielkollege Aden Gillett verheiratet, mit dem sie zwei Kinder hat und in der Umgebung von London lebt.

## Filmografie
- 1992: Agatha Christie’s Poirot (Fernsehserie)
- 1997: Ihre Majestät Mrs. Brown (Mrs Brown)
- 2003: Three Blind Mice – Mord im Netz (3 Blind Mice)
- 2003: Monarch of the Glen (Fernsehserie)
- 2005: Hautnah – Die Methode Hill (Wire in the Blood, Fernsehserie)
- 2005: Doctor Who (Fernsehserie)
- 2005: Batman Begins
- 2005: A Cock and Bull Story
- 2005: Waking the Dead – Im Auftrag der Toten (Waking the Dead, Fernsehserie)
- 2006: Sugar Rush (Fernsehserie)
- 2006: The Road to Guantanamo (The Road to Guantánamo)
- 2006: Inspector Barnaby (Midsomer Murders, Fernsehserie)
- 2008: New Tricks – Die Krimispezialisten (New Tricks; Fernsehserie, 1 Folge)
- 2009: Ashes to Ashes – Zurück in die 80er (Ashes to Ashes, Fernsehserie)
- 2009: Doctors (Fernsehserie)
- 2009: The Take – Zwei Jahrzehnte in der Mafia (The Take, Miniserie)
- 2009: The Prisoner – Der Gefangene (The Prisoner; Fernsehserie, 2 Folgen)
- 2009, 2015: Doctors (Fernsehserie, 2 Folgen)
- 2012: Sightseers
- 2014: EastEnders (Fernsehserie, 3 Folgen)
- 2014: Mr Selfridge (Fernsehserie, 1 Folge)
- 2014: Der Pathologe – Mörderisches Dublin (Quirke, Miniserie, 2 Folgen)
- 2015: Crossing Lines (Fernsehserie, 1 Folge)
- 2017 Transformers: The Last Knight
- 2015, 2017: Doctor Foster (Fernsehserie, 6 Folgen)
- 2018: Prinzessinnentausch (The Princess Switch)
- 2018: Casualty (Fernsehserie, 1 Folge)
- 2020: Shakespeare & Hathaway – Private Investigators (Fernsehserie, 1 Folge)
- 2021: La Fortuna (Fernsehserie, 5 Folgen)

## Belege
1. ↑  IMDB: Aden Gillett

| Personendaten    | Personendaten                                 |
| ---------------- | --------------------------------------------- |
| NAME             | Stewart, Sara                                 |
| ALTERNATIVNAMEN  | Griffith, Sara Scott (Geburtsname)            |
| KURZBESCHREIBUNG | britische Schauspielerin                      |
| GEBURTSDATUM     | 28. Juni 1966                                 |
| GEBURTSORT       | Edinburgh, Schottland, Vereinigtes Königreich |